# 瑪利歐賽車系列
瑪利歐賽車系列（香港俗稱「孖寶賽車」）是以任天堂旗下知名遊戲瑪利歐系列人物為背景開發的賽車遊戲，特色是可使用各式各樣的道具幫助自己與陷害對手，為本傳以外相關遊戲中銷售最好的系列，其中《瑪利歐賽車8 豪华版》更打破本傳的《超級瑪利歐兄弟》成為所有瑪利歐系列銷量最高的作品。目前家用主機總共推出有超級任天堂、任天堂64、GameCube、Wii、Wii U、任天堂Switch與任天堂Switch 2版，掌上型遊戲機則推出有Game Boy Advance、任天堂DS、任天堂3DS、任天堂Switch Lite、iOS與Android版，大型電玩則有萬代南夢宫協助開發的同名遊戲機。目前瑪利歐賽車系列銷售量已超過1億8300萬份，超過藝電的极品飞车系列（1億5000萬份）成為有史以來最暢銷的賽車遊戲。

## 遊戲簡介

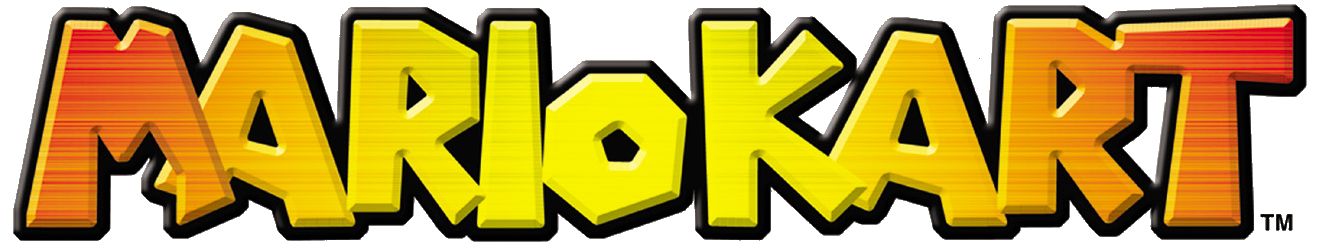
最初徵標，使用至2007年的《瑪利歐賽車 Arcade GP 2》為止。

瑪利歐賽車是一款集合了許多瑪利歐系列裡的人物做成的卡丁車式的賽車遊戲。玩家觸碰過一個道具箱可得到一個道具（SFC版則是「平面版」），可用來防禦、攻擊其他對手，也可用來增加自己的速度。每一款遊戲都有許多不同可一人或多人玩的模式。
在大獎賽模式裡，玩家要與電腦玩家在不同的獎盃賽進行比賽。所有的版本都包含下列的四個盃：磨菇盃、花盃、星星盃和特別盃，在部分版本會收錄龜殼盃、香蕉盃、樹葉盃、閃電盃(瑪利歐賽車8和瑪利歐賽車8豪華版有收錄圓蛋盃、鈴鐺盃、綠葉盃和薩爾達盃)，每一個獎盃賽都有四個賽道。玩家的分數只要在前三名便會贏得獎盃。分數依照由玩家在每一個賽道的名次來給，每個賽道第一名可得10分，所以一個獎盃賽最高可得40分。在瑪利歐賽車Wii、瑪利歐賽車8和瑪利歐賽車8 豪華版，因為競賽人數增加到12人的關係，每個賽道可得15分，最高60分。
在計時賽裡，玩家的目標是要以最快的速度完成賽道，玩家會拿到三個蘑菇（可在短暫時間內加快速度），蘑菇可在任何時候使用。當完成了計時賽，遊戲便會記錄時間，也可以播放之前的記錄。

## 瑪利歐賽車系列作品列表

### 主要系列作品
| 标题                      | 发售年份                                         | 发售平台         | 备注 |
| ------------------------- | ------------------------------------------------ | ---------------- | --- |
| 超级马力欧卡丁车          | - 全球：1992年                                   | 超級任天堂       | 系列首作 |
| 马力欧卡丁车64            | - 日本：1996年 - 北美：1997年 - 中国大陆：2003年 | 任天堂64 神游机  | 系列首部3D化作品， 系列首部中文化作品 |
| 马力欧卡丁车Advance       | - 全球：2001年                                   | Game Boy Advance | 系列首部掌机平台作品，並新增金幣系統。 |
| 马力欧卡丁车 双重冲刺！！ | - 全球：2003年                                   | 任天堂GameCube   | 這作以雙人同時操作作為賣點，同台車上可搭乘兩個角色， 一個負責操作一個負責道具使用與平衡，可互相交換位置。 並由本作及Wii版本起新增汽車款式的選擇。 |
| 马力欧卡丁车DS            | - 全球：2005年                                   | 任天堂DS         | 首款支援Wi-Fi網路連線對戰之系列作。 系列首次重製歷代賽道 |
| 瑪利歐賽車Wii             | - 全球：2008年                                   | Wii              | 這作可使用Wii Remote內建的動作感應功能來模擬方向盤操作，購買包裝內附有一個方向盤外框，可將控制器嵌入操作， 同時支援GameCube控制器（RVL-101及RVL-201除外）、傳統控制器、雙節棍控制器等操作方式，並支援Wi-Fi網路連線對戰功能。                                                                 |
| 瑪利歐賽車7               | - 全球：2011年                                   | 任天堂3DS        | 本作最大特色是玩家將可以在陸、海、空廣大的場地進行比賽，可以在水中駕駛、也能在空中使用滑翔翼飛行。 此外，玩家可以自定義賽車的零件，搭配不同的零件達到不同的性能。同時，也首次對應裸眼3D功能，並可用陀螺儀進行體感操作，支援8人同時進行連線和網路對戰。本作支持繁简中文，也是首次繁体中文化。 |
| 瑪利歐賽車8               | - 全球：2014年                                   | Wii U            | 與瑪利歐賽車7一樣有飛行傘以及潛水模式，另外也有瑪利歐賽車Wii的摩托車，外加最新的零重力賽車模式。 DLC則使本作成為系列首部包含非超級馬力歐系列的任天堂遊戲角色的作品。 |
| 瑪利歐賽車8 豪华版        | - 全球：2017年                                   | 任天堂Switch     | 為Wii U《瑪利歐賽車8》的強化移植版本。完整收錄8代包含本篇與DLC在內的所有內容，同時追加新模式、新角色與新的對戰、新賽道地圖以及音樂盒，內容豐富程度為系列之最。本作支持繁简中文。 本作追加內容《新增賽道通行證》為遊戲新增48個重製賽道及8位歷代作品角色，兩者數量為歷代之最。                 |
| 瑪利歐賽車實況 家庭賽車場 | - 全球：2020年                                   | 任天堂Switch     | 需搭配增强现实功能的遥控车玩具游玩。 |
| 瑪利歐賽車世界            | - 全球：2025年                                   | 任天堂Switch 2   | 系列首次採用開放世界玩法，同時新增拉力淘汰賽模式。 |

### 大型電玩主機

#### 马力欧卡丁车 Arcade GP
- 推出年份： 2005年

《马力欧卡丁车》的街机系列第一作。由南梦宫开发。

#### 马力欧卡丁车 Arcade GP 2
- 推出年份： 2007年

《马力欧卡丁车》的街机系列第二作。由万代南梦宫开发。

#### 马力欧卡丁车 Arcade GP DX
- 推出年份： 2013年

《马力欧卡丁车》的街机系列第三作。由万代南梦宫开发。

#### 马力欧卡丁车 Arcade GP VR
- 推出年份： 2017年

《马力欧卡丁车》的街机系列第四作。由万代南梦宫开发。

### 手机游戏
| 标题             | 发售年份 | 发售平台     | 备注           |
| ---------------- | -------- | ------------ | -------------- |
| 瑪利歐賽車巡迴賽 | 2019年   | iOS、Android | 由DeNA参与制作 |

### 其他非官方页面
- 《瑪利歐賽車》系列 （页面存档备份，存于） 在Super Mario Wiki上的页面